# 马库巴
马库巴（法語：Macouba，法語發音：[makuba]）是法国海外省马提尼克的一个市镇，属于拉特里尼泰区。

## 地理
马库巴（14°52'34"N, 61°8'42"W）面积16.93 平方千米，位于法国海外省马提尼克。
与马库巴接壤的市镇（或旧市镇、城区）包括：巴斯潘特、格朗里维耶尔、勒普雷舍。
马库巴的时区为UTC−04:00（大西洋时区）。

## 行政
马库巴的邮政编码为97218，INSEE市镇编码为97215。

## 政治
马库巴的现任市长为圣罗斯·卡金（Sainte-Rose Cakin）先生，任期为2020-2026年。

## 人口

1962-2008年间马库巴人口变化图示

马库巴于2022年1月1日时的人口数量为1001人。